# Kalophrynus puncak
Kalophrynus puncak — вид жаб родини карликових райок (Microhylidae). Описаний у 2021 році.

## Назва
Назва виду походить від малайського слова «puncak», що означає «вершина», та натякає на його середовище проживання на вершині гори.

## Поширення
Ендемік Калімантану. Виявлений лише у національному парку Гунунг-Мулу у малазійському штаті Саравак.